# Slaves & Masters
| Recensione | Giudizio |
| ---------- | -------- |
| AllMusic   | [ 2 ]    |

Slaves & Masters è il tredicesimo album in studio dei Deep Purple e fu pubblicato il 5 ottobre del 1990. Questo è l'unico album dei Deep Purple in cui è presente l'ex cantante solista dei Rainbow Joe Lynn Turner, che si era unito alla band l'anno precedente in seguito al licenziamento di Ian Gillan. prima di assumere Turner, la band aveva considerato il cantante Jimi Jamison dei Survivor, che non fu disponibile a causa di altri impegni.
In seguito al suo rilascio, Slaves and Masters arrivò alla posizione nº 87 nella Billboard 200 statunitense. Le vendite dell'album furono drasticamente al di sotto rispetto alle aspettative, in relazione al disco precedente dei Deep Purple, The House of Blue Light, con Gillan alla voce, che arrivò alla posizione nº34 negli USA. Una canzone delle registrazioni di Slaves and Masters fu riarrangiata per il film Fire, Ice and Dynamite. Jon Lord non suonò nella canzone, che fu eseguita dagli altri quattro membri della Mark V.
Nonostante le vendite deludenti, il tour in supporto a Slaves and Masters del 1991 ebbe un certo successo, specialmente in Europa. Turner era ancora un membro del gruppo quando la band iniziò a scrivere il materiale per il disco successivo nel 1992, ma sotto costrizione dei manager che stavano adocchiando il tour del 25º anniversario, alla fine i Deep Purple decisero di riportare dentro Gillan nella formazione per l'album The Battle Rages On... del 1993. Un pugno di canzoni inizialmente concepite per il seguito di Slaves and Masters finirono nel successivo lavoro solista di Turner.
"Too Much Is Not Enough" è stato registrato da Turner per il seguito non pubblicato del suo album solista Rescue You e fu anche registrato dalla band The Law di Paul Rodgers e Kenney Jones, senza essere pubblicato. La versione originale di Turner si può trovare all'interno del bootleg Demos '88-'91 e la versione dei The Law nel bootleg The Law II. Turner ri-registrò la canzone per l'album Hurry Up and Wait del 1998.

## Storia
La colpa dello scarso successo del precedente album The House of Blue Light viene imputata a Ian Gillan (anche se ciò è solo una convinzione di Ritchie Blackmore ed era un segnale forte del cattivo sangue che scorreva tra i due). Il peso di Blackmore all'interno della band era tale che, nonostante il resto della band non fosse d'accordo con questa decisione, Gillan fu licenziato Deep Purple ed al suo posto venne ingaggiato l'ex-cantante dei Rainbow: Joe Lynn Turner. L'album presenta una forte virata verso sonorità AOR più vicine alle sonorità degli ultimi Rainbow e dei gusti musicali del cantante, che deluse fortemente la critica ed i fan della band, i quali non videro affatto di buon occhio il discostamento netto dalle sonorità più classiche della band.
Le sessioni di prove per la stesura dell’album iniziarono negli USA già nel 1988, quando Ian Gillan era ancora all'interno della band. A Gillan, tuttavia, era stato però espressamente richiesto di rimanere nel Regno Unito, mentre gli altri quattro membri buttavano giù idee per l’album in Florida. Lavorando a distanza, tra il 1988 e l’inizio del 1989 Gillan incise alcuni demotapes contenenti delle linee vocali abbozzate su qualche brano dell’album, che furono in seguito utilizzate per Slow Down Sister e King of Dreams. Ciononostante, il cantante non riteneva che il materiale fosse sufficientemente ispirato. Durante la primavera del 1989, mentre stava ancora lavorando a distanza, Gillan fu licenziato ed il suo posto venne offerto a Joe Lynn Turner. Questi, avendo a disposizione i brani già pronti, ma privi delle tracce vocali, ebbe la possibilità di contribuire sia alla stesura delle linee che dei testi.
Oltre ai brani pubblicati nel disco, furono incise tre canzoni: Slow Down Sister (B-Side del singolo di Love Conquers All/Truth Hurts), Fire, Ice & Dynamite, incisa come colonna sonora dell'omonimo film e senza il contributo di Jon Lord e Heart Like a Hurricane, che non venne mai pubblicata. Le sezioni di archi presenti nel disco sono condotte da Jesse Levy e furono arrangiate da Jon Lord. Nell'album viene ringraziato anche il chitarrista Billy Squier per aver prestato il proprio equipaggiamento a Blackmore.
Il titolo Slaves and Masters non ha niente a che vedere col sadomasochismo e deriva dal nome dei dispositivi di registrazione (i cosiddetti "slaves", che riproducono le copie dei master). L'immagine di copertina è opera di Thierry Thompson e ritrae una sfera di cristallo con all'interno le iniziali del nome del gruppo.
Nel 2013 il disco è stato rimasterizzato dall'etichetta Hear No Evil Recordings con l'aggiunta di tre tracce bonus: due versioni ridotte dei brani Love Conquers All e King of Dreams e l'inedito Slow Down Sister (quest'ultima apparsa come B-Side del singolo Love Conquers All/Truth Hurts).

### Le opinioni della band
Riguardo al licenziamento di Gillan, il bassista Roger Glover riportò che il cantante avesse dichiarato che avrebbe "preferito tagliarsi la gola piuttosto che ritornare nei Deep Purple".
In un'intervista per Antihero Magazine del 2017, Glover ritornò sul disco osservando che "Non era un cattivo album. [...] È un buon disco. Era un po' fuori strada... Eravamo davanti ad un bivio, questo è l'unico modo di porre la cosa. Insomma, Joe Lynn Turner arrivò e fece un bel lavoro. È un buon cantante ma, capisci, i Purple hanno una certa... il cantante dei Purple in qualche modo deve essere Gillan. Non sembra giusto in nessun altro modo." Ed aggiunse che sentì dire al batterista Ian Piace: "No, è un album molto importante. Senza di esso, non saremmo qui oggi."
Jon Lord, durante il tour di The Battle Rages On..., in un'intervista ha raccontato alcuni momenti aspetti importanti della Mark V. Nell'intervista, osservò che "Slaves And Masters non fu per niente un disco dei Deep Purple. Aveva il nome, ma la copertina era ingannevole. L'album era sicuramente [un disco pop, e non hard rock] Io stesso ero contro Joe Lynn Turner fin dall'inizio. Semplicemente non era il cantante che mi immaginavo. È divertente perché in realtà nessuno di noi lo voleva, ma era l'unico rimasto. [...] Uno di noi disse: perché non proviamo con Joe Lynn Turner? E gli altri dissero: non Joe di nuovo! Voglio dire, lui era nei Rainbow, poi non c'era e poi c'era - era una specie di cantante a noleggio. Ma Joe accettò le audizioni, il che mi sorprese, arrivò ed iniziò a cantare come un angelo, meraviglioso!" Allo stesso tempo aggiunse che "la visione di Joe non era quella della band. Voleva cambiare la band in qualcosa che non poteva essere e noi lo stesso da lui. Era un matrimonio tra inferno e paradiso". Lord inoltre espresse il suo disappunto verso la qualità dei testi di Turner, ed in particolare sul suo contributo sulla canzone Love Conquers All, su quale osservò: "Era una canzone triste e malinconica, molto introspettiva, ma un pezzo assolutamente dei Purple, un po' come "When A Blind Man Cries" o le parti tranquille di "Child In Time" o "Wasted Sunsets" - una ballata del tipo che suoniamo ogni tanto, una ballata blues. Poi apparve Joe e la trasformò in una specie di pezzo da cabaret. Era un piccolo dolce blues [...] ma non dolce nel senso "zuccheroso". E Joe la cantò come una vera ballata kitsch!"
Al contrario, in un'intervista dell'epoca per Guitar World, Blackmore espresse un parere favorevole sul disco: "Abbiamo lavorato duramente per costruire delle canzoni belle e memorabili e progressioni di accordi interessanti. È stato molto d'aiuto il fatto che il nuovo cantante scrivesse e cantasse grandi melodie. Con Joe, non dobbiamo più contare sui riff pesanti". Ed aggiunse anche "Musicalmente, direi anche che il cantante beve di meno."
Joe Lynn Turner, in più di un'occasione, si è espresso fortemente a favore del disco. Turner ha dichiarato che "Blackmore era il cuore e l'anima della band" e che "rimane il più grande ingrediente mancante" di quello che furono i Purple da Purpendicular in avanti. Riguardo a Slaves and Masters, ha dichiarato che "è uno dei migliori album che i Deep Purple abbiano mai realizzato. Avremmo dovuto fare almeno due album, in modo da dimostrare ai fan che era un passo nella giusta direzione".

## Tour e promozione
Il tour di supporto al disco, nonostante le vendite, ebbe un certo successo. Turner, il cui registro e la cui espressività vocale si collocavano a metà tra quelli dei vecchi cantanti della Mark III, Hughes e Coverdale, ebbe la possibilità di consultare l'intero catalogo dei Deep Purple e scegliere le canzoni che voleva suonare. In questo modo, la band ebbe la possibilità di riportare in scena alcuni vecchi numeri della Mark III ed alcune cover (tra cui Hey Joe) su cui Gillan aveva sempre messo il veto. In un'intervista, Ritchie disse che le scalette sostanzialmente dipendevano dal cantante. Inoltre dichiarò che, pur avendo lui e Turner convinto Lord ad eseguire alcuni vecchi numeri dei Rainbow, Paice si rifiutò categoricamente.
La scaletta generica era sostanzialmente la seguente:
1. Burn (da Burn, 1974)
2. Black Night (singolo, 1970)
3. Truth Hurts (da Slaves And Masters, 1990)
4. The Cut Runs Deep (medley: Hush o Child In Time) (da Slaves And Masters, 1990)
5. Perfect Strangers (da Perfect Strangers, 1984)
6. Fire In The Basement (da Slaves And Masters, 1990)
7. King Of Dreams (da Slaves And Masters, 1990)
8. Love Conquers All (da Slaves And Masters, 1990)
9. Difficult To Cure (cover dei Rainbow) (da Difficult To Cure, 1981)
10. Knocking At Your Back Door (da Perfect Strangers, 1984)
11. Lazy (da Machine Head, 1972)
12. Highway Star (da Machine Head, 1972)
13. Smoke On The Water (da Machine Head, 1972)
14. Woman From Tokyo (da Who Do We Think We Are, 1973)

Wicked Ways fu eseguita dopo Lazy in alcuni dei primi show e Space Truckin' fu eseguita solo una volta, durante l'ultimo show. Alcuni pezzetti della canzone Fortuneteller furono suonati in alcuni show, ma mai la canzone completa. King Of Dreams fu tolta dai set principale durante il tour americano, ma fu utilizzata come bis in Giappone. In molti show furono eseguite alcune cover, tra cui Hey Joe, Stand By Me, A Whiter Shade Of Pale, Tutti Frutti e Yesterday. Fireball e Too Much Is Not Enough furono provate ma mai suonate dal vivo. Joe espresse interesse anche in Pictures Of Home. La formazione tenne circa 50 concerti, prima di licenziare Turner per far rientrare Gillan nella band.
King Of Dreams e Love Conquers All furono pubblicati come singoli. Per la promozione del disco, fu realizzato un video promozionale di King Of Dreams.

## Accoglienza
L'album ricevette recensioni miste da parte della critica. La critica principale che fu osservata ai Deep Purple, oltre alla qualità scadente dei testi di Turner, era di aver bruscamente virato vero un pop-rock di matrice AOR, fortemente improntato all'airplay radiofonico. Negli anni, alcuni critici musicali provenienti per lo più da riviste metal, hanno rivalutato il contributo del cantante e la capacità di reintrodurre una vena d'ispirazione nella formazione.
In una recensione dell'epoca, Steve Newton criticò fortemente il nuovo disco: "Slaves e Masters è probabilmente il peggior album dei Deep Purple di sempre. La band sembra una versione stanca dei Foreigner durante una brutta nottata, e nemmeno i riff veloci di Blackmore può salvare questa collezione di arrangiamenti poco ispirati." In modo simile, anche Alex Henderson su AllMusic paragona la band ai Foreigner e scrive: "Il soundwriting è debole e poco interessante. Neanche il contributo di Blackmore può salvare questo CD così consistentemente deludente, che può interessare solo al collezionista più appassionato."
George Starostin, su un blog interamente dedicato al gruppo, critica il disco in quanto "non ha uno stile, in nessuna forma, è solo hard rock tradizionale - riff nella media, melodie vocali ordinarie, spinta energetica. Chiunque avrebbe potuto farlo. I Kiss hanno scritto canzoni molto simili, non si può negare. [Slaves and Masters] non è un completo disastro perché si sente il lavoro sulle canzoni [...] ma è totalmente ridondante in quanto non aggiunge una singola idea interessante all'eredità dei Deep Purple. Ciononostante, picchia duro e non lo si può negare. Quindi, se siete dei fan degli ultimi Scorpions o dell'ultimo periodo dei Rainbow, prendetelo e prendetelo e fregatevene del mio voto."
In Italia, Marco Soprani su Metallized ha scritto: "può compiacere, deludere o lasciare semplicemente indifferenti, pur senza offendere, tanta e tale è la professionalità profusa [...] Ai detrattori sembrerà talvolta di trovarsi di fronte ad un buon album degli ZZ Top, per un senso di gioioso accompagnamento collettivo, di atmosfere country un po' finte e costruite. Tuttavia Slaves And Masters non conosce veri cali, né viòla profondissimi nei quali precipitare irrimediabilmente: una volta contestualizzato, ed accettata una line-up di derivazione, l'ascolto prosegue placido, AOR nel modo in cui ha cura di non proporre mai qualcosa che vada oltre, per non dire contro, una generica e radiofonica ascoltabilità. [...] il disco suona come un buon compromesso, o piuttosto come un compromesso buono, tra un nome ingombrante ed una formazione rinnovata, tra le mode dell'epoca ed un passato che è storia, tra musicisti che meriterebbero spazi diversi e che dimostrano invece di saper coesistere sotto un'unica ditta, in nome del nome." e conclude definendolo "il miglior disco mai registrato...dai Rainbow".

## Tracce
1. King of Dreams (Blackmore; Glover; Turner) - 5:27
2. The Cut Runs Deep (Blackmore; Glover; Turner;Lord; Paice) - 5:42
3. Fire in the Basement (Blackmore; Glover; Turner; Lord; Paice) - 4:43
4. Truth Hurts (Blackmore; Glover; Turner) - 5:14
5. Breakfast in Bed (Blackmore; Glover; Turner) - 5:17
6. Love Conquers All (Blackmore; Glover; Turner) - 3:47
7. Fortuneteller (Blackmore; Glover; Turner; Lord; Paice) - 5:48
8. Too Much Is Not Enough (Turner; Held; Greenwood) - 4:17
9. Wicked Ways (Blackmore; Glover; Turner; Lord; Paice) - 6:33

Tracce bonus
1. Love Conquers All (Single Edit) - 3:25
2. King Of Dreams (Single Edit) - 4:51
3. Slow Down Sister (Blackmore, Turner, Glover, Lord, Paice) - 5:57

## Formazione
- Joe Lynn Turner - voce
- Ritchie Blackmore - chitarra
- Roger Glover - basso
- Jon Lord - tastiere
- Ian Paice - batteria

## Classifiche
| Classifica (1990) | Posizione massima |
| ----------------- | ----------------- |
| Austria           | 28                |
| Finlandia         | 24                |
| Germania          | 23                |
| Giappone          | 17                |
| Norvegia          | 16                |
| Paesi Bassi       | 72                |
| Regno Unito       | 45                |
| Stati Uniti       | 87                |
| Svezia            | 12                |
| Svizzera          | 5                 |